# Plan-d'Orgon
Plan-d'Orgon är en kommun i departementet Bouches-du-Rhône i regionen Provence-Alpes-Côte d'Azur i sydöstra Frankrike. Kommunen ligger  i kantonen Orgon som ligger i arrondissementet Arles. År 2022 hade Plan-d'Orgon 3 562 invånare.

## Befolkningsutveckling
Antalet invånare i kommunen Plan-d'Orgon
Referens:INSEE